# Условен рефлекс
Условните рефлекси са рефлекси, придобити по време на индивидуалното развитие и се изграждат под влияние на средата. Те са функции на мозъчната кора и имат голямо значение за бързата адаптация. Условните рефлекси са индивидуални, възникват само при определени условия и изчезват при тяхното отсъствие. Не се предават по наследство. Условно-рефлекторните реакции зависят от миналия опит, обучението, от специфичните условия, в които се формира условен рефлекс.
Изучаването на условните рефлекси се свързва с името на Иван Павлов. През 1927 г. Павлов разделя рефлексите на условни и безусловни. Той показва, че новият условен стимул може да предизвика рефлекторна реакция, ако известно време се съчетава с безусловен стимул. Когато придобитите реакции престанат да се проявяват, е налице погасяване на условния рефлекс.